# Nastolle
Nastolle (biał. Настолле; ros. Настолье, Nastolje) – część miasta Chojniki na Białorusi, w obwodzie homelskim, w rejonie chojnickim. 
Na mapach carskich z połowy XIX wieku oznaczona jako samodzielna wieś licząca 6 budynków.